# Canaan (Nuevo Hampshire)
Canaan es un pueblo ubicado en el condado de Grafton en el estado estadounidense de Nuevo Hampshire. En el Censo de 2010 tenía una población de 3.909 habitantes y una densidad poblacional de 27,43 personas por km².

## Geografía
Canaan se encuentra ubicado en las coordenadas 43°41′16″N 72°2′38″O / 43.68778, -72.04389. Según la Oficina del Censo de los Estados Unidos, Canaan tiene una superficie total de 142.52 km², de la cual 137.94 km² corresponden a tierra firme y (3.21%) 4.58 km² es agua.

## Demografía
Según el censo de 2010, había 3.909 personas residiendo en Canaan. La densidad de población era de 27,43 hab./km². De los 3.909 habitantes, Canaan estaba compuesto por el 97.13% blancos, el 0.13% eran afroamericanos, el 0.15% eran amerindios, el 1.02% eran asiáticos, el 0% eran isleños del Pacífico, el 0.23% eran de otras razas y el 1.33% pertenecían a dos o más razas. Del total de la población el 0.82% eran hispanos o latinos de cualquier raza.